# WTVD
WTVD est une station de télévision américaine ayant une autorisation pour la zone de couverture de Durham - Raleigh - Fayetteville en Caroline du Nord. Elle est détenue et exploitée par American Broadcasting Company. Les studios sont situés au 411 Liberty Street à Durham et l'émetteur est situé à Garner dans le Comté de Wake.

## Historique
En 1952, deux sociétés déposent une demande pour obtenir le canal VHF 11 pour la région de Durham. D'un côté, il y a Herald-Sun Newspapers, éditrice du Durham Morning Herald et du Durham Sun et propriétaire de la radio WDNC, de l'autre Floyd Fletcher et Harmon Duncan, les propriétaires de la radio WTIK. En décembre 1953, ils s'associent dans une entreprise commune la Durham Broadcasting Enterprises pour faciliter leurs chances d'attribution. 
La chaîne WTVD, pour TeleVision Durham, commence à émettre le 2 septembre 1954, diffusant un film de la Bannière étoilée depuis un studio situé au 2410 Broad Street, un ancien sanatorium, avec un émetteur au sommet de Signal Hill au nord de Durham. Elle obtient une affiliation primaire de la NBC et une secondaire de ABC.
En 1956, WTVD change d'affiliation primaire pour CBS en raison de l'attribution de la licence à une chaîne concurrente WRAL-TV (canal 5) détenue par la société locale Capitol Broadcasting Company, WTVD récupérant la licence de la chaîne WNAO-TV en perte de vitesse
Le 22 mai 1957, Durham Broadcasting Enterprises fusionne avec Hudson Valley Broadcasting Company, une société d'Albany propriétaire de la chaîne WCDA-TV (depuis WTEN). Les deux sociétés prennent le nom de Capital Cities Television Corporation (future Capital Cities Communications)
En 1958, WTVD faire construire un émetteur de 1 500 pieds (457 m) à Garner dans le Comté de Wake. En 1959, WNAO-TV cesse ses activités pour raison financière ce qui permet WTVD et WRAL-TV de partager la programmation d'ABC.
En 1962, comme la chaîne WRAL-TV  obtient l'affiliation ABC, WTVD est contrainte de changer son affiliation secondaire d'ABC pour NBC.
En 1970, la région voit réapparaître une troisième chaîne avec WRDU-TV sur le canal 28. En 1971, la FCC intervient à la demande des propriétaires de la chaîne concurrente WRDU et impose à WTVD de choisir son affiliation. WTVD choisit de venir une affiliée à plein temps de CBS, WRDU prenant l'affiliation de NBC.
En 1978, afin d'élargir sa zone de couverture, WTVD fait construire un nouvel émetteur à Garner de 2 000 pieds (610 m) ainsi que des nouveaux studios sur Liberty Street, dans le centre-ville de Durham.
Le 5 septembre 1985, Capital Cities Communications fusionne avec ABC et se rebaptise Capital Cities/ABC. Ce rachat modifia l'affiliation de WTVD, qui était alors devenu une chaîne détenue et exploitée par ABC.
Le 9 février 1996, The Walt Disney Company finalise son rachat de Capital Cities/ABC et rebaptise sa nouvelle filiale ABC Inc.
Le 30 avril 2000, à la suite d'un désaccord entre Disney et le distributeur Time Warner Cable (TWC), TWC cessa de retransmettre la chaîne WTVD dans sa zone de couverture. La FCC, saisie par ABC dès le 1er mai, a émis une ordonnance (publiée le 3 mai) obligeant TWC à restituer le signal, ce qui a été fait dans l'après-midi du 2 mai, après 24 h d'interruption de service.

## Télévision numérique
Le signal numérique de la chaine est un multiplexe :
| Chaîne | Image | Ratio | Programmation                             |
| ------ | ----- | ----- | ----------------------------------------- |
| 11.1   | 720p  | 16:9  | Programmation principale WTVD-TV / ABC HD |
| 11.2   | 720p  | 16:9  | Live Well Network                         |
| 11.3   | 480i  | 4:3   | Live Well Network                         |